# Open Up and Say... Ahh!
Open Up and Say... Ahh! je druhé studiové album americké glammetalové skupiny Poison, vydané 27. dubna 1988 přes vydavatelství Enigma Records. Je to nejúspěšnější album skupiny, které přineslo čtyři hitové singly: „Nothin' But a Good Time“, „Fallen Angel“, „Every Rose Has It's Thorn“ a „Your Mama Don't Dance“ (cover od Loggins a Messina). Album se umístilo v žebříčku Billboard 200 na 2. místě.
V USA se prodalo alba přes pět milionů kopií a stalo se 5× platinovým albem. V Kanadě se prodalo alba přes 400 tisíc kopií a stalo se 4× platinovým albem. Ve Velké Británii se prodalo 100 tisíc kopií alba a získalo certifikaci Gold. V Austrálii se prodalo alba přes 200 tisíc kopií a stalo se 3x platinovým albem. Na Novém Zélandu se prodalo přes 15 tisíc kopií alba a stalo se platinovým albem.

## Seznam skladeb
Všechny skladby napsali Bret Michaels, C.C. DeVille, Bobby Dall a Rikki Rockett, pokud není uvedeno jinak.
| Pořadí         | Název                                             | Autor                      | Délka |
| -------------- | ------------------------------------------------- | -------------------------- | ----- |
| 1.             | Love on the Rocks                                 |                            | 3:33  |
| 2.             | Nothin' But a Good Time                           |                            | 3:43  |
| 3.             | Back to the Rocking Horse                         |                            | 3:34  |
| 4.             | Good Love                                         |                            | 2:51  |
| 5.             | Tearin' Down the Walls                            |                            | 3:50  |
| 6.             | Look but You Can't Touch                          |                            | 3:25  |
| 7.             | Fallen Angel                                      |                            | 3:56  |
| 8.             | Every Rose Has Its Thorn                          |                            | 4:20  |
| 9.             | Your Mama Don't Dance (Loggins and Messina cover) | Kenny Loggins, Jim Messina | 3:00  |
| 10.            | Bad to Be Good                                    |                            | 4:03  |
| Celková délka: | Celková délka:                                    | Celková délka:             | 36:11 |

## Obsazení
- Bret Michaels – zpěv, rytmická kytara, akustická kytara (8), harmonika (4)
- C.C. DeVille – sólová kytara, doprovodný zpěv, klávesy (8)
- Bobby Dall – baskytara, doprovodný zpěv
- Rikki Rockett – bicí, doprovodný zpěv

#### Hosté
- John Purdell – klávesy, lesní roh